# Massif du Dévoluy
Pour l’article homonyme, voir Dévoluy.
Le massif du Dévoluy est un massif subalpin à cheval entre les Alpes du Sud et les Alpes du Nord.

## Toponymie
Le nom du massif apparaît sous les formes Devologium au XIe siècle, dont le sens est « lieu à l'écart » (devo « dévier » ; logum, locus « lieu »), Devolodium en 1150, Devoloi en 1199 et Devouluy en 1512.

## Géographie

### Situation

Carte topographique du massif du Dévoluy.

Administrativement, le Dévoluy, d'une superficie d'environ 185 km2, est situé à cheval sur les départements des Hautes-Alpes principalement, de l'Isère et de la Drôme. Le point culminant du massif, l'Obiou, s'élève en Isère.
Le Dévoluy est un massif des Préalpes du Sud entouré par le Champsaur, le Gapençais, les pays de Buëch (Bochaine, Veynois), le massif du Diois, le Trièves et les Écrins.
Il est bordé par le Drac, le Petit Buëch et le Grand Buëch. Le lac du Sautet, qui est une retenue hydroélectrique sur le Drac, baigne le nord du massif.

### Principaux sommets

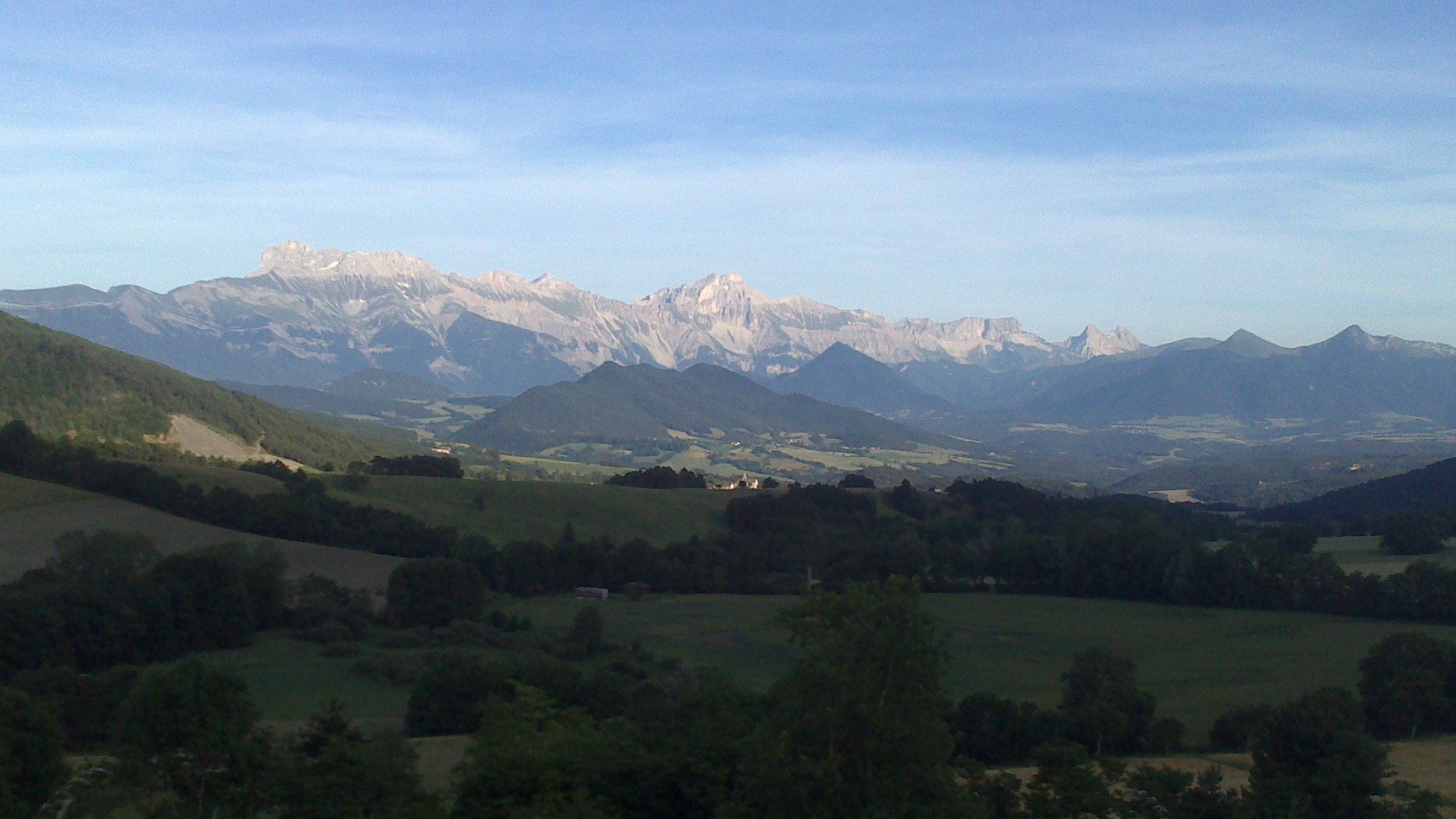
Vue du massif depuis le col du Fau à l'ouest.

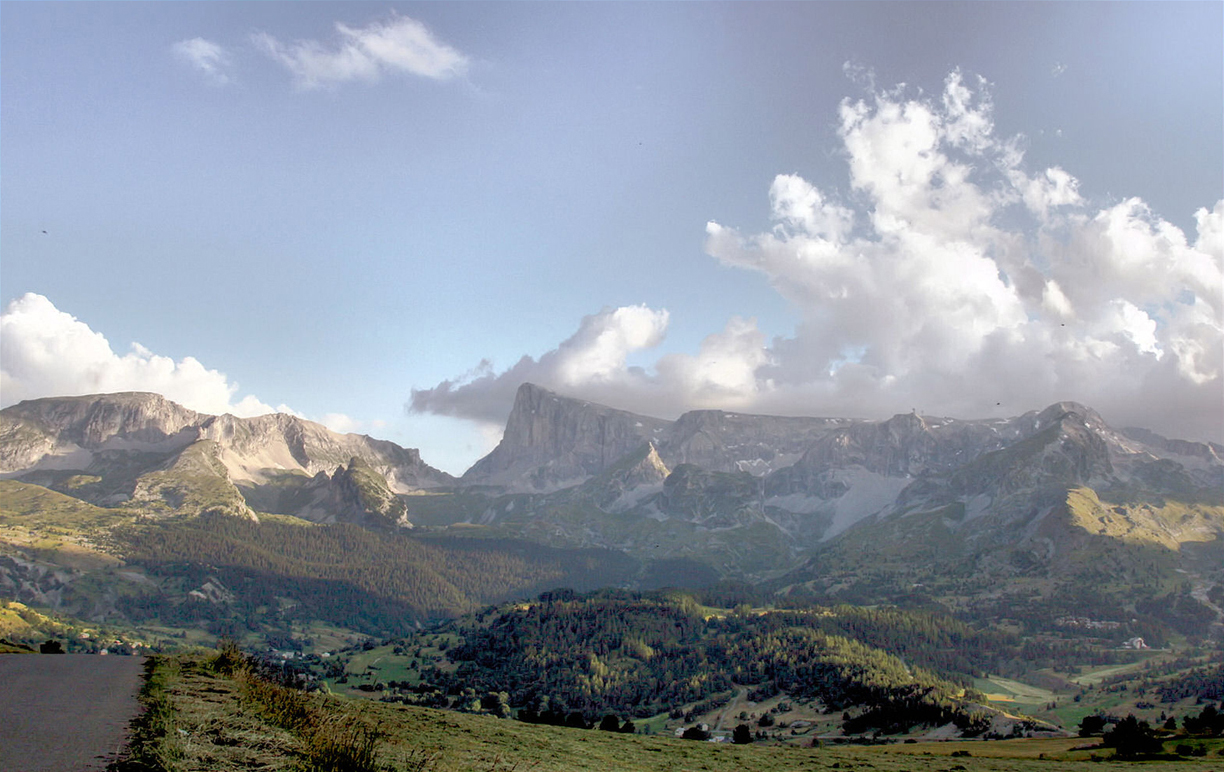
Vue du massif, avec le pic de Bure au centre.

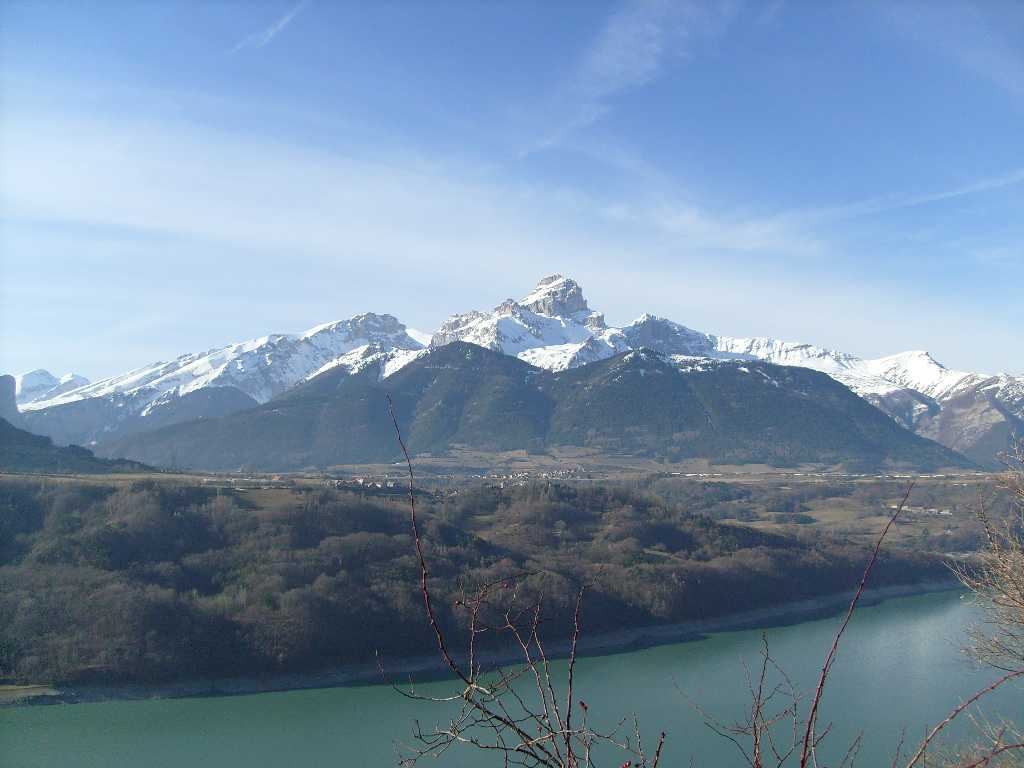
L'Obiou depuis Corps, point culminant du massif.

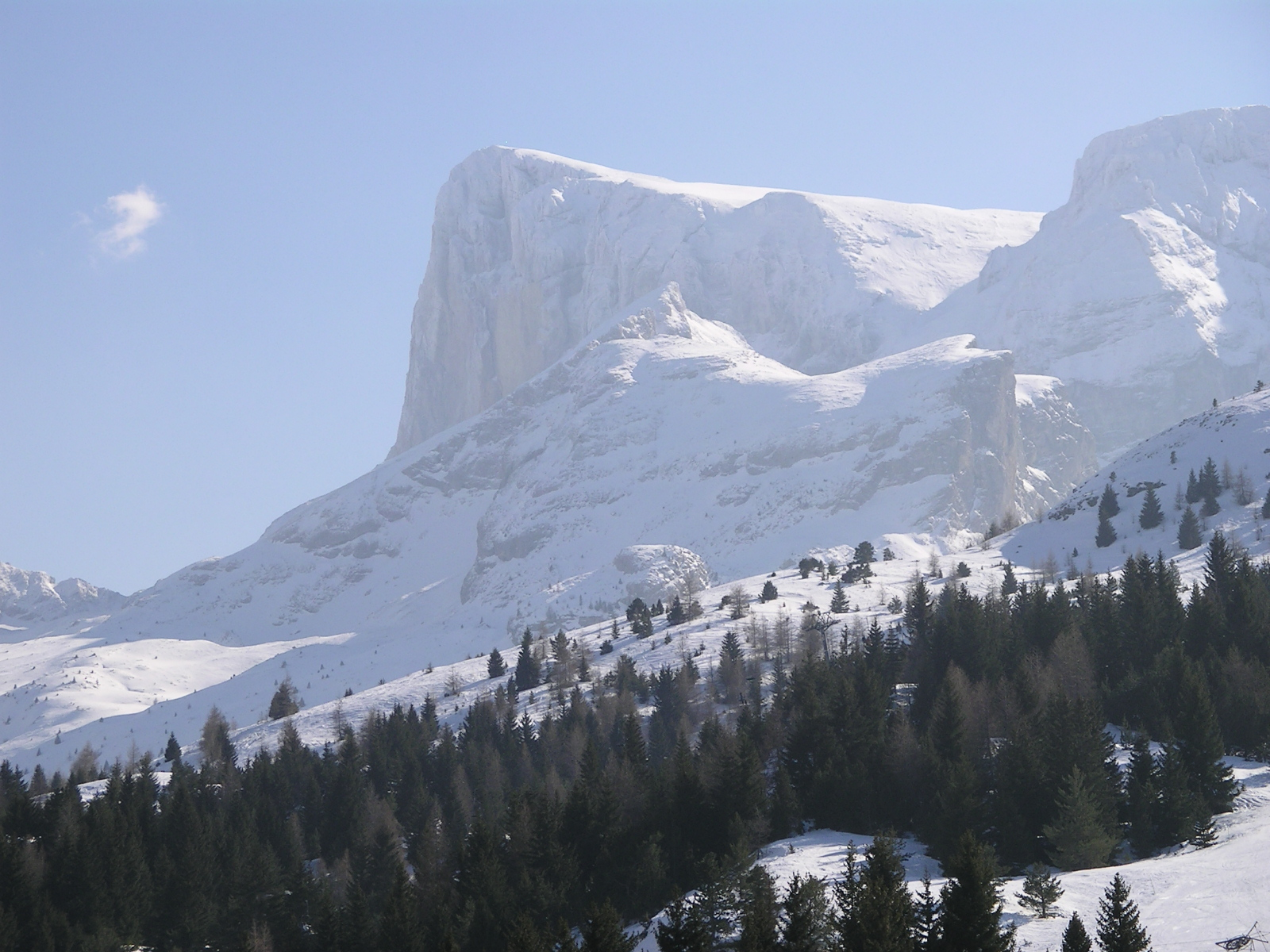
Vue du pic de Bure.

Les quatre principaux sommets du Dévoluy :
- l'Obiou, 2 789 m, le point culminant du massif ;
- le Grand Ferrand, 2 758 m ;
- le pic de Bure, 2 709 m, et son plateau où se situe l'interféromètre de l'IRAM ;
- la montagne de Faraut, culminant à 2 568 m à la tête du Collier.

Autres sommets de plus de 2 000 m :
- le Petit Ferrand, 2 724 m
- la tête de la Cavale, 2 697 m
- la tête de la Cluse, 2 683 m
- la dent d'Aurouze, 2 679 m
- le Bonnet de l'Evêque, 2 663 m
- la tête de l'Aupet, 2 627 m
- la tête des Pras Arnaud, 2 617 m
- la tête d'Aurouze, 2 587 m
- la tête de Lapras, 2 584 m
- le Rougnou, 2 577 m
- la tête du Collier (sommet de la montagne de Faraut), 2 568 m
- le roc Roux (montagne de Faraut), 2 566 m
- la tête de Claudel (montagne de Faraut), 2 563 m
- les Agards, 2 556 m
- la tête des Chaux, 2 521 m
- la tête de Vallon Pierra, 2 516 m
- le Nid, 2 509 m
- le sommet des Casses, 2 495 m
- le Petit Obiou, 2 458 m
- le rocher Rond, 2 453 m (point culminant du département de la Drôme)
- la tête des Ombres, 2 450 m
- le Pied Gros, 2 448 m
- le Raz de Bec, 2 431 m
- le roc de Garnesier, 2 388 m
- le pic Pierroux (montagne de Faraut), 2 377 m
- la tête de Girbault (montagne de Faraut), 2 370 m
- le Bec de l'Aigle, 2 367 m
- la tête de la Madeleine, 2 366 m
- le pic Ponsin, 2 335 m
- la tête d'Oriol, 2 334 m
- le Bec de l'Aigle II, 2 328 m
- le sommet de Grande Combe, 2 322 m
- la tête du Lauzon, 2 279 m
- la roche Courbe, 2 259 m
- le pic du Faraut (montagne de Faraut), 2 233 m
- la tête des Ombres, 2 226 m
- le pic de Gleize, 2 161 m
- la tête des Ormans, 2 140 m
- le pic de l'Aiguille, 2 140 m
- le Chauvet, 2 062 m
- la tête du Merlant, 2 001 m

### Principaux cols
- le col de Rabou, 1 888 m ;
- le col de Gleize, 1 691 m ;
- le col du Noyer, 1 664 m, reliant le Dévoluy à la haute vallée du Drac et au Champsaur ;
- le col du Festre, 1 441 m, reliant Corps à Veynes.

### Cours d'eau
- la Souloise, qui traverse le massif du sud vers le nord, du col de Rabou au lac du Sautet
- la Ribière, affluent de la Souloise
- le Petit Buëch, affluent du Buëch
- la Béoux, affluent du Petit Buëch

Voir aussi les sources des Gillardes, une des résurgences françaises les plus importantes par le débit.

### Géologie
Le Dévoluy est un massif calcaire, typique des Préalpes, fortement modelé par l'érosion glaciaire. On y trouve de nombreux vallons et d'importants éboulis qui donnent sa couleur caractéristique grise à la roche. En raison de sa position méridionale et malgré son altitude, les glaciers ont entièrement disparu.

### Faune et flore
Faune :
- Chamois
- Marmotte
- Lièvre variable
- Hermine, renard
- Lagopède

Flore :
- Mélèze
- Épicéa
- Chardon
- Panicaut des Alpes
- Édelweiss

## Activités

Logo.

### Agriculture
La principale activité agricole du Dévoluy reste l'élevage ovin, les troupeaux venant de toute la région PACA pour l'estive.

### L'Interféromètre du plateau de Bure
Situé à 2 552 m sur le plateau de Bure, l'IRAM a installé un réseau de radiotélescopes qui constituent un interféromètre. Le ciel particulièrement clair dans cette région et à cette altitude a été essentiel dans le choix de ce site.

### Sports et tourisme

#### Stations de sports d'hiver
Les stations de SuperDévoluy (sur l'ancienne commune de Saint-Étienne-en-Dévoluy) et de La Joue du Loup (sur l'ancienne commune d'Agnières-en-Dévoluy), maintenant dans la commune nouvelle de Dévoluy, forment le domaine skiable du Dévoluy.

#### Escalade
Le Dévoluy est aussi le lieu de l'escalade sportive : grandes voies (Pic de Bure, les Gillardes), falaises (les Gicons).
Une via ferrata est équipée dans le défilé de la Souloise.

#### Spéléologie
Au même titre que les proches massifs du Vercors et de la Chartreuse, le Dévoluy est un lieu de prédilection pour la spéléologie, avec ses nombreuses cavités appelées localement chourums. Le réseau Rama-Aiguilles, avec 980 mètres de dénivelé, est la cavité la plus importante suive par la Tune des Renards, qui atteint la profondeur de 890 mètres. Le collecteur n'a jamais été découvert dans aucun chourum du massif. À l'exception des cavités du plateau de Bure, les eaux souterraines ressortent à l'émergence des Gillardes, à 881 mètres d'altitude, située au nord du massif. Le puits des Bans, , dont l'entrée se situe à 1 103 mètres dans les gorges de la Souloise, est une cheminée d'équilibre sur la zone noyée.